# Marco Antonio Baños Martínez
Marco Antonio Baños Martínez es un abogado, funcionario público y académico mexicano. Del 7 de febrero de 2008 al 3 de abril de 2020 fue Consejero del Instituto Federal Electoral.
Originario de Pachuca, Hidalgo. 
Fue designado Consejero Electoral del Instituto Nacional Electoral el 3 de abril de 2014.
Estudió la maestría en Políticas Públicas Comparadas y una Especialidad en Cultura de la Legalidad, ambas en la Facultad Latinoamericana de Ciencias Sociales (FLACSO). Es licenciado en Derecho por la Universidad Autónoma Metropolitana. Actualmente cursa el Doctorado en Derecho en la UNAM.
Es miembro fundador del Instituto Federal Electoral donde se desempeñó como Consejero Electoral de 2008 a 2014, así como Director Ejecutivo del Servicio Profesional Electoral, Director del Secretariado, Director de Estadística y Documentación Electoral y Subdirector de Coordinación Regional en la Dirección Ejecutiva de Organización Electoral.
Colaboró como asesor en el Consejo de Información Pública del Distrito Federal; en la Comisión Ejecutiva de Negociación y Construcción de Acuerdos del H. Congreso de la Unión para la Reforma del Estado. En el ámbito privado ha sido consultor especializado en materia electoral, y en su trayectoria como servidor público, fue Jefe del Departamento de Estudios Políticos en la Dirección General de Desarrollo Político de la Secretaría de Gobernación y Subdirector del Consejo de Recursos para la Atención de la Juventud (CREA) en la Delegación Cuauhtémoc.
Cuenta con publicaciones en revistas especializadas, ha dictado conferencias en foros académicos y ha impartido cursos y diplomados en diversas instituciones de educación superior.
Ha publicado colaboraciones especiales en las revistas Zócalo, Emeequis, Etcétera, Voz y Voto, y A-Z. De 2011 a 2020 fue articulista semanal del periódico El Economista.
Es coautor del libro “Democracia en la Era Digital” publicado por el Instituto de Investigaciones Jurídicas de la UNAM, así como de diversas ediciones de los libros “Monitor Democrático”, publicadas por Porrúa, la Facultad de Derecho de la UNAM, la Universidad Carlos III de Madrid y COPUEX.
También es coautor de los libros el "Instituto Federal Electoral, 20 años"; "Transparencia Electoral e Historia: 1988-2008, Avances y Retrocesos", el "Tratado de Derecho Electoral comparado de América Latina", “La Constitución a Debate editado por la UAM”, entre otras publicaciones.
Obtuvo el primer lugar Nacional en los certámenes de Ensayo Político “CREA 1986” y de Investigación en la División de Ciencias Sociales y Humanidades de la Universidad Autónoma Metropolitana en 1993.